# Michael Kennedy (guionista)
Michael T. Kennedy es un guionista estadounidense, conocido por coescribir la película de comedia y terror de 2020 Freaky con Christopher Landon. y por escribir la película de comedia y terror navideña de 2023 It's a Wonderful Knife.

## Filmografía
| Año  | Título                 | Puesto                             | Notas                      |
| ---- | ---------------------- | ---------------------------------- | -------------------------- |
| 2009 | Who Are You?           | Historia                           | Video                      |
| 2011 | Padre de familia       | Asistente y productor de animación | 19 episodios               |
| 2016 | Bordertown             | Guionista                          | 16 episodios               |
| 2020 | Freaky                 | Guionista                          | Junto a Christopher Landon |
| 2023 | It's a Wonderful Knife | Guionista                          | También productor          |
| 2024 | Time Cut               | Guionista e historia               | Junto a Hannah Macpherson  |